# Peder Wøldike (skolemand)
 Der er flere personer med dette navn, se Peder Wøldike.
Peder Wøldike (15. maj 1741 i København – 23. november 1811) var en dansk skolemand. Han var søn af Marcus Wøldike.
Efter privat forberedelse i hjemmet blev han student 1756 og begyndte at studere teologi, men ombyttede senere dette fag med filologi. 1763–77 var han hører ved Frue Latinskole.
I 1765 tog han magistergraden, og 1777 blev han uden ansøgning udnævnt til rektor ved Slagelse lærde skole, som den gang var sin opløsning nær.
I løbet af få år lykkedes det ham ved en strengt gennemført disciplin at hæve skolen til rang med de fortrinligste i landet.
Gentagne gange fik han både fra regeringen og fra universitetet hædrende vidnesbyrd som anerkendelse af den udmærkede dygtighed, hvormed han havde arbejdet skolen op.
Fra 1785 af nævnes han blandt de rektorer, hvis betænkning skulle indhentes af Kommissionen for de lærde Skolers Forbedring.
I 1788 fik han titel og rang som professor.
Hans grundige undervisning i de gamle sprog påskønnedes i høj grad af hans disciple, men især fremhæves indøvelsen af versekunsten, som han drev med stor forkærlighed, og hvorpå der den gang lagdes så ringe vægt i landets øvrige skoler.
Denne indøvelse, der også omfattede modersmålet, fik sin betydning for Jens Baggesen, Christian Hviid Bredahl og Jens Møller, der med taknemmelighed nævnte sig som hans disciple.
Han døde ugift 1811; den gang var skolen atter i stærk tilbagegang.
Hans få skoleprogrammer indeholder en Clavis til Epiktet.